# Desaturacja (biochemia)
Desaturacja – przemiana chemiczna, w wyniku której pojedyncze (nasycone) wiązanie chemiczne zostaje przekształcone w wiązanie wielokrotne (nienasycone). 
Termin ten stosowany jest głównie w biochemii, zwykle w odniesieniu do desaturacji kwasów tłuszczowych przy udziale enzymów zwanych desaturazami, lecz także dla innych związków, na przykład flawonoidów.